# Alyxia tisserantii
Alyxia tisserantii är en oleanderväxtart som beskrevs av Xavier Montrouzier.
Alyxia tisserantii ingår i släktet Alyxia och familjen oleanderväxter. Inga underarter finns listade i Catalogue of Life.